# Sklovina

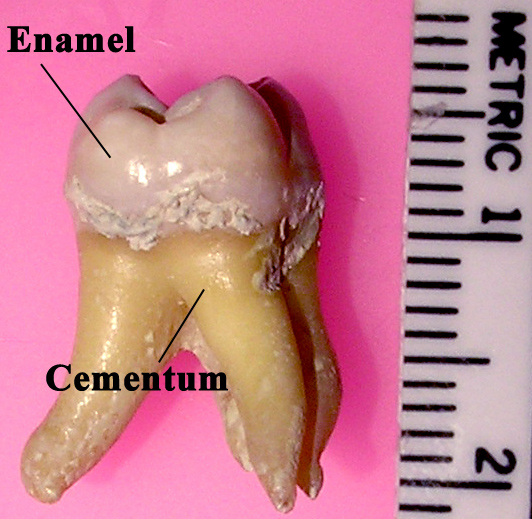
Stolička; enamel je sklovina

Sklovina (latinsky: enamelum, email) je tvrdá (stupeň 5 podle Mohsovy stupnice tvrdosti) vnější vrstva korunky zubů. Kryje a chrání níže umístěné části zubu. Je asi z 98 % tvořená z anorganických solí (zejména fosforečnan vápenatý, resp. spíše hydroxyapatit) a jen z 2 % z organických látek (amelogeniny a enameliny) a vody. Je to nejtvrdší tkáň v těle obratlovců včetně člověka. Přesto ji obrušují fytolity v rostlinné stravě. Evolučně pochází z kůže. Embryonálně se sklovina zakládá z ektodermu na rozdíl od všech ostatních tkání zubu, v procesu tzv. amelogeneze.

## Popis
Sklovina má obvykle bělavou, namodralou nebo žlutavou barvu – přesný odstín závisí především na její tloušťce a stupni kalcifikace. Nejsilnější je sklovina na místech, kde je velice namáhána, tedy na řezacích plochách, kde může být tlustá až 2,5 mm. Na stejných místech také dosahuje sklovina vyšší tvrdosti.

## Onemocnění
Porucha, při níž je sklovina příliš tenká nebo neobsahuje dostatek vápníku, se nazývá amelogenesis imperfecta.